# Abbazia di Ramsey
L'abbazia di Ramsey è una ex-abbazia sita nel territorio comunale di Ramsey nel Cambridgeshire (Inghilterra), a sud est di Peterborough ed a nord di Huntingdon,

## Storia
Essa venne fondata nel 969 da sant'Osvaldo, allora vescovo di Worcester, grazie al dono di un magnate locale, certo Æthelwine.
La fondazione rientrava nel contesto del revival monastico di metà X secolo (quando anche la cattedrale di Ely e quella di Peterborough furono rifondate).
Un priore e dodici monaci costituirono l'organico iniziale. L'abbazia stessa era situata su una penisola di ghiaia, nota come Bodsey Island, con un'impraticabile palude su tre lati. La cappella fu sostituita da un'ampia chiesa costruita in pietra per erigere la quale occorsero cinque anni e rimase tale fino a che nel XII secolo fu realizzato un progetto ancor più grande.
Considerevoli danni furono arrecati all'abbazia nel 1143 da Goffredo di Mandeville, I conte dell'Essex, che espulse i monaci ed usò l'abbazia come fortezza.

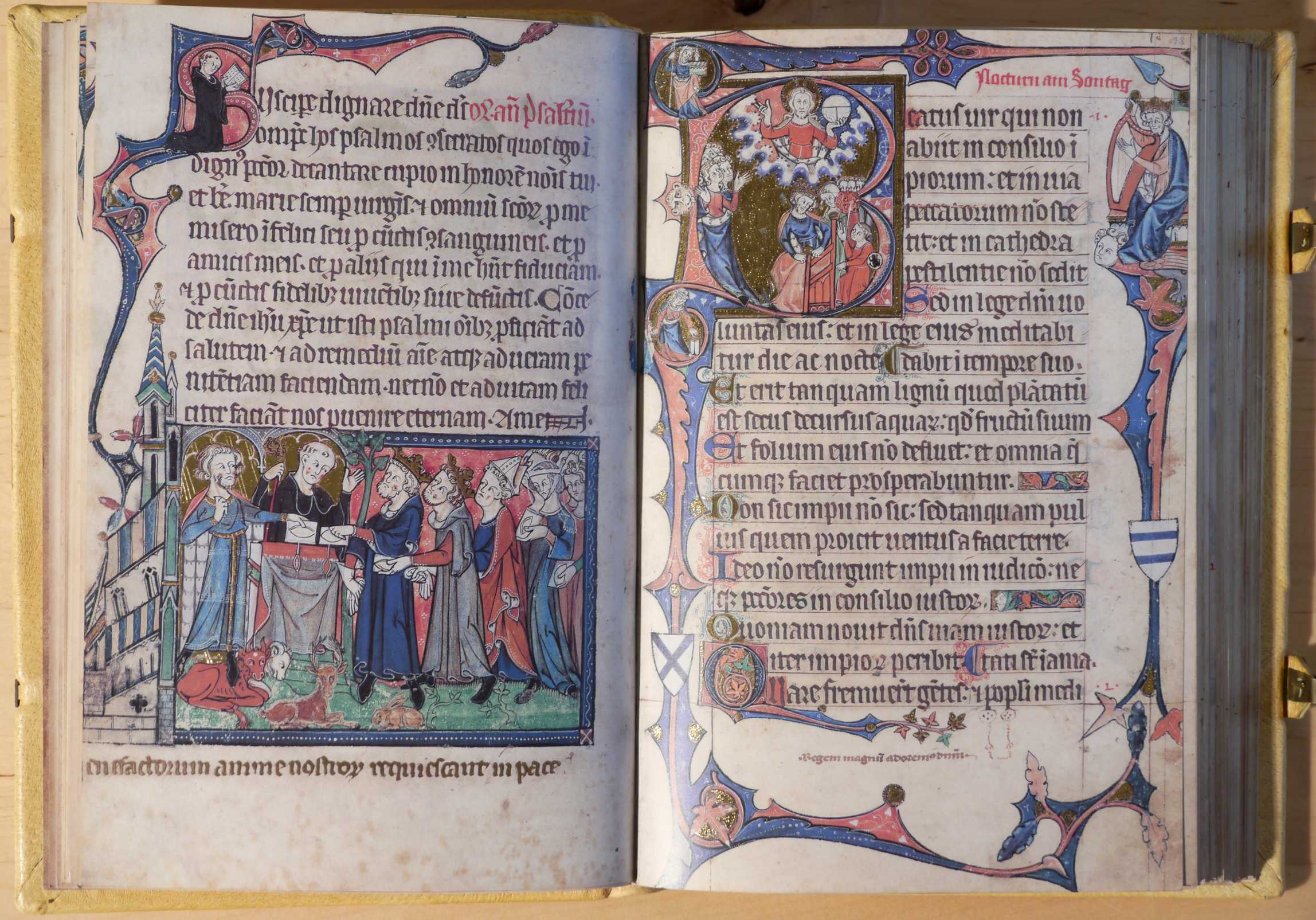
Questo salterio di Ramsey del 1310 fu un dono all'abate da parte del dispensiere.

Nell'ordine di precedenza degli abati nel Parlamento, Ramsey era la terza, dopo l'abbazia di Glastonbury e quella di St Albans
L'abbazia prosperò fino alla soppressione dei monasteri in Inghilterra nel 1539. A quella data nell'abbazia vi erano ancora 34 monaci. Da allora, pietre prelevate dagli edifici abbaziali furono utilizzate per costruire il Gonville and Caius College, il King's College ed il Trinity College a Cambridge. Le terre di proprietà dell'abbazia vennero vendute a sir Richard Williams, nipote per parte di madre di Thomas Cromwell, I conte di Essex.

## L'abbazia oggi
La chiesa parrocchiale di San Tommaso Becket della città fu eretta fra il 1180 ed il 1190 come ospedale, infermeria o foresteria dell'abbazia. Originariamente era una sala con navate, una cappella ad est, un vestibolo a nord ed un locale di alloggio per i guardiani a sud, ma queste due ultime parti furono demolite. Il fabbricato divenne una chiesa parrocchiale verso il 1222.
La portineria (ora una proprietà del National Trust), gli Ospizi di carità e la chiesa parrocchiale sono ancor oggi visibili. Oggi ciò che resta della portineria fa parte dell'Abbey College.
La Ramsey Abbey house, ex abitazione secentesca di Sir Henry Cromwell, è ora utilizzata per le lezioni.
Parte della portineria fu rimossa dal figlio ed erede di Sir Richard Williams per formare il passaggio principale alla Hinchingbrooke House in Huntingdon, la sua nuova residenza invernale.

## Tombe
Fu nelle terre dell'abbazia che nel 1001 vennero rinvenute le spoglie mortali di un vescovo persiano che si era trasferito in Inghilterra per darsi alla vita di eremita e che furono inumate nell'abbazia. Considerato santo, viene identificato come sant'Ivo
Nell'abbazia furono anche traslate le spoglie di san Felice di Borgogna durante il regno di Canuto il Grande